# 阿久原村
阿久原村（あぐはらむら）は埼玉県の北西部、児玉郡に属していた村。

## 地理
- 河川：神流川

## 歴史
- 1889年（明治22年）4月1日 町村制施行により、上阿久原村、下阿久原村、渡瀬村が合併し児玉郡若泉村が成立する。
- 1949年（昭和24年）12月1日 若泉村が南北に分割、南部に阿久原村、北部に渡瀬村が成立する。
- 1954年（昭和29年）9月1日 矢納村と合併し神泉村を新設する。